# ویکتور آرون
ویکتور آرون (انگلیسی: Victor Aaron; زاده ۱۱ سپتامبر ۱۹۵۶ – درگذشته ۴ سپتامبر ۱۹۹۶) یک هنرپیشه اهل ایالات متحده آمریکا بود. وی بین سال‌های ۱۹۹۳ تا ۱۹۹۶ میلادی فعالیت می‌کرد.

## گزیده فیلمشناسی
از فیلم‌ها یا برنامه‌های تلویزیونی که وی در آن نقش داشته‌است می‌توان به آثار زیر اشاره کرد.
- جرونیمو: یک افسانه آمریکایی (۱۹۹۳)
- شکارچی آفتاب (۱۹۹۶)
- پزشک دهکده (۱۹۹۶)
- اسب دیوانه (۱۹۹۶)
- پادشاه تپه (۱۹۹۷)